# Нок (аеропорт)
Ірландський Західний аеропорт Нок (IATA: NOC, ICAO: EIKN) (англ. Ireland West Airport, ірл. Aerfort Iarthar Éireann Mhuire) — невеликий міжнародний аеропорт розташований за 21 км NE від міста Нок, графство Мейо на північному заході Ірландії.

## Авіалінії та напрямки, жовтень 2019
| Авіакомпанія | Пункт призначення |
| ------------ | --- |
| Aer Lingus   | Лондон-Гатвік |
| AlbaStar     | Сезонний чартер: Пальма-де-Мальорка |
| Flybe        | Бірмінгем, Единбург, Манчестер |
| Ryanair      | Бристоль, Східний Мідландс, Лансароте (завершення 2 січня 2020),, Ліверпуль, Лондон-Лутон, Лондон-Станстед, Тенерифе-Південний (завершення 2 січня 2020) Сезонний: Аліканте, Мілан-Бергамо, Кельн/Бонн, Фару, Жирона, Малага |

## Статистика
| Рік  | Пасажирообіг |
| ---- | ------------ |
| 1998 | 186,689      |
| 1999 | 197,358      |
| 2000 | 173,421      |
| 2001 | 203,000      |
| 2002 | 199,000      |
| 2003 | 247,000      |
| 2004 | 373,000      |
| 2005 | 530,084      |
| 2006 | 621,171      |
| 2007 | 556,357      |
| 2008 | 629,000      |
| 2009 | 607,228      |
| 2010 | 589,180      |
| 2011 | 654,553      |
| 2012 | 677,368      |
| 2013 | 665,558      |
| 2014 | 703,318      |
| 2015 | 684,671      |
| 2016 | 734,031      |
| 2017 | 749,499      |
| 2018 | 771,619      |